# Rental Magica
 (juin 2012).
Si vous disposez d'ouvrages ou d'articles de référence ou si vous connaissez des sites web de qualité traitant du thème abordé ici, merci de compléter l'article en donnant les références utiles à sa vérifiabilité et en les liant à la section « Notes et références ».
Rental Magica (レンタルマギカ, Rentaru Magika) est une série de light novel japonaise de Makoto Sanda avec des dessins de pako, une adaptation animée de 24 épisodes réalisé par le studio Zexcs passa sur les écrans japonais entre le 8 octobre 2007 et le 24 mai 2008.
L'intrigue est centrée sur L'organisation de magicien Astral. Le personnage principal est son second directeur : Itsuki Iba, qui non seulement est jeune et inexpérimenté, mais n'est même pas un magicien. On y découvre ses aventures avec divers monstres et esprits et d'anciens membres d'Astral dévoyés, sa compétition avec l'organisation rivale Goethia, et ses confrontations avec les tabous de la magie et l'organisation maléfique les ignorant : Ophion. Chaque arc de la série tourne autour d'un évènement dans lequel Astral est impliquée.

## Univers

### L'association
L'association est un regroupement d'un très grand nombre d'organisations de mages sur lesquelles elle a autorité, elle peut notamment dissoudre celles qui n'ont que peu d'activités ou dont les membres transgressent les tabous.

### Astral
Astral est une organisation de mages qui fut autrefois plutôt importante mais qui a perdu beaucoup de son influence à la mort de son premier directeur. Ces membres utilisent de nombreux types de magies différents.

### Goethia
Goethia est une organisation de mage de grande taille qui utilise une magie fondée sur l'invocation de démons héritée de Salomon et de Mathers, les chefs de la guilde sont leurs descendants.

### Tabous
L'ultime stade de la magie d'un mage est la transformation en magie vivante du mage lui-même, toutefois ceci est considéré comme illégal par l'association.

### Ophion
Ophion est une organisation de magiciens qui encourage à briser les tabous, elle est ennemie de l'association, d'Astral et de Goethia.

### Personnages

#### Astral
Itsuki Iba (伊庭 いつき, Iba Itsuki)
Iba Itsuki est le deuxième directeur d'Astral, poste qu'il hérite de son père disparu dans des circonstances mystérieuses. il est possesseur d'un Glam Sight 妖精眼 (œil féerique) dans son œil droit, œil maudit lui permettant de détecter toute magie de manière précise, discernant notamment leurs faiblesses et même les souvenirs des mages qu'il affronte, mais extrêmement douloureux et à cause de son manque d'entrainement très dangereux, il arrive souvent que lors d'une utilisation de son œil il soit contaminé par le flux de magie (contamination similaire à la maladie des radiations, lorsqu’il se sert de son Glam Sight il devient plus autoritaire et confiant, mais lorsqu'il remet le bandeau qu'il porte pour le sceller, il revient à sa personnalité plus faible habituelle. Son Glam Sight n'est pas normal, en effet il est anormalement puissant et une mystérieuse voix lui donne des conseils lorsqu'il s'en sert, faisant des analyses qu'il serait incapable de faire lui-même sur les menaces, et ce à cause d'une rencontre qu'il a fait avec un bébé dragon quand il était plus jeune. D'un tempérament gentil et serviable, malgré quelques hésitations au début il finira par accepter pleinement son rôle de directeur. Il apprendra les arts martiaux auprès de Sekiren, il s'agit de ses seuls talents « magiques. »
Ren Nekoyashiki (猫屋敷 蓮, Nekoyashiki Ren)
Nekoyashiki est un des plus anciens des membres d'Astral, il est Ommyoji et, comme son nom l'indique (neko = chat), fanatique de chats, c'est le directeur exécutif d'Astral et le seul membre de l'organisation auquel les autres se référent sur un ton formel. Il utilise 4 shikigamis en forme de chats.
Mikan Katsuragi (葛城 みかん, Katsuragi Mikan)
Mikan est une jeune Miko qui travaille à Astral, elle est experte en magie Shinto et fit partie de la famille Katsuragi, famille connue dans le monde entier pour ses techniques Shinto. Elle s'est enfuie de sa maison pour rejoindre Astral. Elle appelle les autres membres de l'organisation comme des membres de sa famille malgré l'absence de liens consanguins entre eux.
En plus des missions pour Astral, Mikan fait aussi des charmes et conduit des cérémonies.
Mikan a quitté la famille Katsuragi pour prouver qu'elle n'était pas qu'un ersatz de sa sœur aînée Kaori Katsuragi, les relations conflictuelles dans la famille seront le cadre de l'arc de l'oni.
Mikan est en troisième année d'école primaire.
Honami Takase Ambler (穂波 高瀬 アンブラー, Honami Takase Anburā)
Honami est une amie d'enfance de Iba Itsuki, elle pratique la magie druidique celte et la sorcellerie, elle est la petite-fille d'un des membres fondateurs d'Astral : Hazel Ambler, elle était là lorsque l’œil de Itsuki a été modifié par sa rencontre avec le dragon et se sent extrêmement coupable pour cet évènement. Elle a de grand talents qui lui ont permis d'apprendre la magie celtique que plus personne ne connaissait et qui était réputé mettre des décennies à s'apprendre en deux ans avec l'aide de Fin Cruder. Elle était en compétition avec Adelisia Lenn Mathers l'actuelle directrice de Goethia pour la première place à l'école de magie anglaise. Elle parle le dialecte du Kansai.
Elle est amoureuse de Iba Itsuki et a tendance à le frapper des qu'une autre semble avoir le moindre soupçon d'attention romantique envers lui. En plus d'être employé d'Astral, elle dit la bonne aventure et écrit dans un journal. Ses pouvoirs dépendent de la lune.
Manami Kuroha (黒羽 まなみ, Kuroha Manami)
Manami Kuroha est la dernière membre à rejoindre Astral, c'est également la seule des membres de l'organisation à être un fantôme. Elle n'a pas d'autres souvenir de sa vie que son nom, elle peut changer de vêtements à volonté mais finira au bout d'un certain temps par conserver un uniforme de bonne. Elle peut utiliser le [poltergeist] ([télékinésie]) et matérialiser temporairement une partie de son corps éthéré 顕現現象 (kengen genshō), elle nettoie les locaux d'Astral et sert le thé, tout en s'entrainant pour devenir un membre à part entière de l'organisation. Elle a été recrutée par Itsuki après que celui-ci l'ait sauvée d'un Tabou mangeur d'âme. Plus tard elle tombera amoureuse de lui.
Sekiren (隻蓮, Sekiren)
Sekiren est un expert en art martiaux, en armes cachées et en bouddhisme employé par Astral, il pratique le vajrayāna depuis son plus jeune âge. Il est plus doué que Nekoyashiki ou Honami, il devient le maître d'Itsuki en art martiaux à partir de l'arc de la larve. Il est le grand prêtre du temple Ryuuren, mais agit plutôt comme un vagabond. Il est le membre d'Astral connaissant le mieux l'organisation maléfique Ophion, il déteste comme Nekoyashiki ceux qui enfreignent le tabou.
Ortwin Grautz (オルトヴィーン グラウツ, Orutovīn Gurautsu)
Nouveau membre d'Astral et expert en runes, il a environ 14-15 ans. Il a été un membre de la compagnie d’Europe du Nord Mímir, mais a rejoint Astral sur la proposition de son grand frère. Ortwin ne se plait pas beaucoup a Astral et n'aime pas beaucoup son président, qu'il lui arrive d'insulter en allemand. Il a été dans la même école qu'Honami et Adelicia. Après l'affaire du Vampire, il reconnait Itsuki en tant que président.
Hazel Ambler (ヘイゼル・アンブラー, Heizeru Anburā)
Membre fondatrice d'Astral, Hazel Ambler est la grand-mère d'Honami, elle est surnommée « sorcière des sorcières » pour ses grands talents. Au moment de l'histoire, elle travaille comme en Europe. C'est elle qui a expliqué le fonctionnement du Glam Sight d'Itsuki a Honami et elle a participé à la création de son bandeau.

#### Anciens Membres d'Astral
Tsukasa Iba (伊庭 司, Iba Tsukasa)
Iba Tsukasa est le fondateur et premier président d'Astral. Dernier des docteurs féeriques, il était connu sous le nom de « magicien qui n'utilise pas de magie », bien que dénué de pouvoirs magiques, c'était un expert en art martiaux. Il a affronté Ophion lors de la première affaire du dragon.
Judaix Tholoide (ユーダイクス・トロイデ, Yūdaikusu Toroide)
Judaix est un autre des membres fondateurs d'Astral, alchimiste de grand talent, c'est un des créateurs du bandeau d'Itsuki et le premier des membres d'Astral à avoir réagi à ce qui était arrivé à Itsuki.
Judaix est un automate qui fut réparé par Tsukasa Iba. Après la disparition de celui-ci, il quitta Astral pour enquêter sur sa disparition. Lors de l'affaire de l'alchimiste, il provoquera Itsuki en duel pour la possession du grimoire de son père. Il réapparaîtra à Londres lors de l'affaire concernant Ophion.

#### Goethia
Adelicia Lenn Mathers (アディリシア・レン・メイザース, Adirishia Ren Meizāsu)
Dirigeante de la prestigieuse organisation de magiciens Goethia héritant de son poste par le sang, Adelicia pratique la magie de Salomon et est capable d'invoquer les démons de la goétie, elle depuis longtemps une rivale et bonne ennemie de Honami, avec qui elle était en compétition pour la place de meilleure élève de l'Académie de magie en Angleterre, et ce jusqu'à ce qu'elle parte pour occuper son poste après que son père ayant enfreint le tabou ait été déchu de son poste. Elle est la plus jeune dirigeante de Goethia, ce qui a provoquées de tensions avec l'Association.
Elle est amoureuse de Iba Itsuki et est avec Honami une des premières à critiquer son incompétence, elle n'a aucun talent en ce qui concerne la cuisine.
Avec l'aide d'Astral, elle a pu cacher à l'association le tabou commis par son père précédent dirigeant de Goethia. Au cours de l'affaire de l'alchimiste elle a acheté vingt pour cents d'Astral.
Daphné (ダフネ, Dafune)
Daphné est un membre loyal de Goethia, elle est chargée de l'entretien de la résidence de l'organisation dans la ville de Furube. Elle deviendra dirigeante en second de Goethia au cours de l'histoire. Elle est douée en magie de Salomon et en magie runique.
Elle est la demi-sœur d'Adelicia (de mère différente) et a vécu chez les Mathers depuis l'enfance. Elle avait les mêmes cheveux blonds et yeux verts qu'Adelicia mais les a sacrifiés au démons de Salomon pour paraitre plus différente, elle a à la place des cheveux gris ivoire et des yeux couleur d'ardoise, ce qui lui permet de garder leur lien consanguin secret d'avec l’intéressée. Elle tombe amoureuse de Sekiren lors de leur rencontre au cours d'une chasse au tabou.
Oswald lenn Mathers (オズワルド・レン・メイザース, Ozuwarudo Ren Meizāsu)
Oswald lenn Mathers est le père d'Adelicia et de Daphné et l'ancien directeur de Goethia, il a perdu sa position pour avoir transgressé en dévorant les démons de Salomon.
Gara (ガラ, Gara)

#### Association
Kagezaki (影崎, kagezaki)
Fin Cruda (フィン・クルーダ, Fin Kurūda)
Darius Levi (ダリウス・レヴィ, Dariusu Revi)

#### Famille Katsuragi
Suzuka Katsuragi (葛城 鈴香, Katsuragi Suzuka)
Suzuka est l'actuelle cheftaine de la famille Katsuragi et la grand-mère de Mikan et de Kaori, elle a refusé de laisser Mikan retourner à Astral après que Nekoyashiki l'ait ramenée à la maison. Bien qu'ignorant ce fait, Astral a malgré tout accepté la requête des Katsuragi concernant l'extermination d'onis.
Kikyou Katsuragi (葛城 桔梗, Katsuragi Kikyou)
Kikyou est la fille de Suzuka et la mère de Kaori et de Mikan, elle est morte au cours du festival précédant celui de l'arc festival des Katsuragi.
Kaori Katsuragi (葛城 香, Katsuragi Kaori)
Kaori est la sœur de Mikan, elle devait servir de sacrifice à l'oni.
Tatsumi Shitou (紫藤 辰巳, Shitō Tatsumi)
Yuzuru Tachibana (橘 弓鶴, Tachibana Yuzuru)

#### Autres
Diane (ディアナ, Diana)
Lapis (ラピス, Rapisu)
Lapis est un Homonculus créé par et au service de Judaix Tholoide, elle a l'apparence d'une fillette de douze ans.

### La Magie
Magie celtique
Magie du roi Salomon
Shinto
Omyodo
Alchimie
Vajranaya
Magie Runique
| Nom                            | Caractéristique                               | Attaque (魔術強度) | Défense (霊的加護) | Vitesse (術式速度) | Cout (呪詛対価) | Technique (呪的技術) | Danger (危険度) |
| ------------------------------ | --------------------------------------------- | ------------------ | ------------------ | ------------------ | --------------- | -------------------- | --------------- |
| Magie Celtique                 | descendants de Taliesin (霊樹の末裔)          | 3                  | 2                  | 2                  | 2               | 4                    | 2               |
| Magie du roi Salomon           | invocation de Salomon (王命の喚起)            | 5                  | 1                  | 1                  | 4               | 5                    | 5               |
| Shinto                         | purification absolue (禊)                     | 1                  | 5                  | 2                  | 2               | 2                    | 3               |
| Omyōdō ou Shugendō             | Formule de 5 éléments (陰陽五行の式)          | 3                  | 3                  | 4                  | 4               | 4                    | 4               |
| Poltergeist                    | Rien (ce n'est pas de la magie stricto sensu) | 1-4                | 1-3                | 5                  | 3-5             | 1                    | 3-5             |
| Alchimie                       | Métamorphose de L’Éther (万物の変成)          | 1                  | 1                  | 5                  | 3               | 5                    | 3               |
| Vajrayāna                      | Mandala des deux mondes (両界曼荼羅)          | 4                  | 3                  | 3                  | 4               | 2                    | 2               |
| Regard démoniaque (Glam Sight) | Dépend du type d’œil                          | 1-?                | 1                  | 3-5                | 3-?             | 1                    | 3-?             |
| Magie runique                  | ? (秘文字の神性)                              | 4                  | 2                  | 5                  | 4               | 3                    | 4               |
| Nécromancie                    | Loi doré de la Mort (死の黄金律)              |                    |                    |                    |                 |                      |                 |
| Taoïsme                        | Taoïsme de la modération (中庸なる道)         | 2                  | 4                  | 4                  | 4               | 5                    | 4               |
| Exorcisme                      | protection du Saint-Esprit (聖霊の加護)       | 4                  | 4                  | 3                  | 4               | 2                    | 4               |

## Médias

### Light novel
| n° | Titre français                                                   | Titre japonais                                         | Date          | ISBN                     |
| -- | ---------------------------------------------------------------- | ------------------------------------------------------ | ------------- | ------------------------ |
| 1  | Rental Magica : Magiciens à louer!                               | レンタルマギカ ～魔法使い、貸します! (rentaru magika)  | août 2004     | (ISBN 978-4-04-424906-9) |
| 2  | Rental Magica : Magiciens vs Alchimistes!                        | レンタルマギカ 魔法使いV.S.錬金術師 (rentaru magika)   | mars 2005     | (ISBN 978-4-04-424907-6) |
| 3  | Rental Magica : Magiciens : Assemblez-vous!                      | レンタルマギカ 魔法使い、集う (rentaru magika)         | Juillet 2005  | (ISBN 978-4-04-424908-3) |
| 4  | Rental Magica : Magiciens et Dragons                             | レンタルマギカ 竜と魔法使い (rentaru magika)           | Novembre 2005 | (ISBN 978-4-04-424910-6) |
| 5  | Rental Magica : La destinée des magiciens!                       | レンタルマギカ 魔法使いの宿命! (rentaru magika)        | Décembre 2005 | (ISBN 978-4-04-424909-0) |
| 6  | Rental Magica : Magiciens en entrainement!                       | レンタルマギカ 魔法使い、修行中! (rentaru magika)      | Juin 2006     | (ISBN 978-4-04-424911-3) |
| 7  | Rental Magica : Le festival de l'oni et les magiciens (partie 1) | レンタルマギカ 鬼の祭りと魔法使い(上) (rentaru magika) | Octobre 2006  | (ISBN 978-4-04-424912-0) |
| 8  | Rental Magica : Le festival de l'oni et les magiciens (partie 2) | レンタルマギカ 鬼の祭りと魔法使い(下) (rentaru magika) | Novembre 2006 | (ISBN 978-4-04-424913-7) |
| 9  | Rental Magica : Camarade de classe magicien                      | レンタルマギカ 魔法使いのクラスメイト (rentaru magika) | Décembre 2006 | (ISBN 978-4-04-424914-4) |
| 10 | Rental Magica : Vampire Versus Magicien!                         | レンタルマギカ 吸血鬼V.S.魔法使い! (rentaru magika)    | Juillet 2007  | (ISBN 978-4-04-424915-1) |
| 11 | Rental Magica : Le magicien de la capitale démoniaque            | レンタルマギカ 妖都の魔法使い (rentaru magika)         | Octobre 2007  | (ISBN 978-4-04-424916-8) |
| 12 | Rental Magica : Le grimoire encyclopédique                       | レンタルマギカ 魔導書大全 (rentaru magika)             | Décembre 2007 | (ISBN 978-4-04-424917-5) |
| 13 | Rental Magica : Mémoires d'un magicien                           | レンタルマギカ 魔法使いの記憶 (rentaru magika)         | Janvier 2008  | (ISBN 978-4-04-424918-2) |
| 14 | Rental Magica : Magiciens de l'ancien temps                      | レンタルマギカ ありし日の魔法使い (rentaru magika)     | Avril 2008    | (ISBN 978-4-04-424919-9) |
| 15 | Rental Magica : La petite sœur du magicien                       | レンタルマギカ 魔法使いの妹 (rentaru magika)           | août 2008     | (ISBN 978-4-04-424920-5) |
| 16 | Rental Magica : Le magicien de la vieille capitale               | レンタルマギカ 旧き都の魔法使い (rentaru magika)       | Mai 2009      | (ISBN 978-4-04-424921-2) |
| 17 | Rental Magica : Le dragon décrépi et les magiciens               | レンタルマギカ 滅びし竜と魔法使い (rentaru magika)     | Juillet 2009  | (ISBN 978-4-04-424922-9) |
| 18 | Rental Magica : Le chevalier d'argent et les magiciens           | レンタルマギカ 銀の騎士と魔法使い (rentaru magika)     | Février 2010  | (ISBN 978-4-04-424923-6) |
| 19 | Rental Magica : Le magicien blanc                                | レンタルマギカ 白の魔法使い (rentaru magika)           | Juillet 2010  | (ISBN 978-4-04-424924-3) |
| 20 | Rental Magica : Encore la petite sœur du magicien                | レンタルマギカ 魔法使いの妹、再び (rentaru magika)     | Février 2011  | (ISBN 978-4-04-424925-0) |
| 21 | Rental Magica : Magiciens troublants                             | レンタルマギカ 争乱の魔法使いたち (rentaru magika)     | août 2011     | (ISBN 978-4-04-424927-4) |
| 22 | Rental Magica : Magiciens sur le fil du rasoir                   | レンタルマギカ 死線の魔法使いたち (rentaru magika)     | Février 2012  | (ISBN 978-4-04-424926-7) |

### Animé
Rental Magica a été adapté en une série animée de 24 épisodes, la production est dirigée par Itsuro Kawasaki et est effectuée par le studio Zexcs. La musique est produite par Victor Entertainment. La série a été projetée du 7 octobre 2007 au 23 mai 2008 sur Chiba TV et Saitama TV, avant d'être rediffusé sur KBS Kyoto, Sun Television, Tōkyō MX TV, TV Aichi, TV Hokkaido, TV Kanagawa, et TVQ Kyushu Broadcasting Co.
Les épisodes sont diffusés dans un ordre différent de celui de la chronologie de l'histoire, ainsi, le premier épisode et le sixième selon la chronologie interne. Seuls les épisodes quatre et du seize au vingt dont la diffusion correspond à l'ordre chronologique. La série a deux génériques de début : Sora ni Saku (宇宙に咲く) et Faith tous deux de Lisa Komine et deux génériques de fin : Aruite Ikō (歩いていこう) de Jungo Yoshida et une version a cappella de celui-ci interprété par les voix des membres d'Astral. Un single contenant les deux génériques de début est paru le 21 novembre 2007, et un autre contenant les génériques de fin est paru à la même date

#### Liste des épisodes
| No | Titre français                        | Titre japonais         | Titre japonais             | Date de 1re diffusion |
| No | Titre français                        | Kanji                  | Rōmaji                     | Date de 1re diffusion |
| --- | ------------------------------------- | ---------------------- | -------------------------- | --------------------- |
| 1 - 6 | Magiciens à louer                     | 魔法使い, 貸します     | Mahōtsukai, kashimasu      | 8 octobre 2007        |
| Les membres d'Astral échouent dans une tentative de capturer un chien démon à cause de l'incompétence d'Itsuki. Adelicia intervient et récupère le chien au nom de Goethia, après quoi Shōko Kunugi, une camarade de classe d'Itsuki leur demande de chercher son grand-père, cependant, celui-ci, mage consumé par la magie pour avoir commis un tabou les attaque. Honami, Nekoyashiki et Mikan arrivent en renfort, Itsuki utilise son GlamSight et ils vainquent le grand-père de Kunugi. Plus tard à l'école, Itsuki est approché par Adelicia et Honami, celle-ci le frappent conjointement lorsque Kunugi lui dit bonjour. |                                       |                        |                            |                       |
| 2 - 1 | Le serment d'une sorcière             | 魔女の誓い             | Majo no chikai             | 15 octobre 2007       |
| Alors que les membres d'Astral discutent à propos de leur malchance en amour, Itsuki se plaint de ses responsabilités de président. Alors qu'il marche en ville, il rencontre Adelicia, qui, ignorant sa méconnaissance de Goethia, décide d'utiliser sa magie pour lui tirer les vers du nez. Honami l'en empêche et Adelicia se replie. Plus tard, Nekoyashiki demande à Itsuki d'aider Honami à régler un problème de pollution magique, cependant, un manoir apparait et Honami se souvient des évènements qui s'y était produits durant son enfance, Itsuki l'avait sauvé d'une créature magique, mais son œil avait été irrémédiablement modifié. Dans le présent, Honami le sauve d'une Dullahan, suivant ainsi la promesse qu'elle s'était faite à l'époque. Adelicia est transférée dans l'école d'Itsuki et d'Honami. |                                       |                        |                            |                       |
| 3 - 7 | Purification divine                   | 神々の禊ぎ             | Kamigami no misogi         | 22 octobre 2007       |
| Itsuki, parce qu'il a acheté des souvenirs à Mikan dans un festival arrive en retard à un rendez-vous au temple. Shinogi Minagi demande à Astral de fournir un Haniwa ou un spirite pour invoquer Futsunushinokami, le dieu du temple. Shinogi espère réanimer son frère comateux, Moroha Minagi. Malgré l'opposition de Honami et d'Adelicia à ce qu'il prenne ce travail, Itsuki accepte devant l'enthousiasme de Mikan. Mai, durant le rituel, Kagezaki, un mage de l'Association informe Manami de l'existence de Takeminakatanokami l'autre dieu du temple et que le coma de Moroha est dû à son invocation malencontreuse, Itsuki, Mikan et Honami parviennent à sceller Takeminakatanokami et Moroha se réveille. |                                       |                        |                            |                       |
| 4 - 4 | Tu n(est pas seule                    | ひとりじゃないから     | Hitori ja nai kara         | 29 octobre 2007       |
| Itsuki est à l'hôpital car il a une jambe cassée, il y rencontre Manami Kuroha, une fantôme hantant l'hôpital. Elle apprécie beaucoup de rencontrer quelqu'un capable de la voir et de parler avec elle, elle lui pose de nombreuses questions sur Astral et sur lui. Pendant ce temps, Honami et Nekoyashiki enquêtent sur la source d'une pollution magique à proximité de l'hôpital. Honami et Nekoyashiki concluent que la pollution magique est causée par un sort raté utilisé par un mage voulant devenir immortel, se transformant en mangeur d'âme, origine de la pollution. Kuroha est attaquée par le mangeur d'âme et les membres d'Astral présent, grâce au Glamsight d'Itsuki la sauvent. Elle rejoint Astral. |                                       |                        |                            |                       |
| 5 - 2 | Magi Night Nuit de Magie              | 魔術の夜               | Magi Naito                 | 5 novembre 2007       |
| À cause de la faible quantité de travail abattue par Astral depuis qu'Itsuki en est devenu le président, Kagezaki menace de mettre un terme au contrat entre Astral et l'association, une dernière chance leur est laissée, ils doivent réussir à accomplir une mission très difficile : détruire une nuit magique (un phénomène de pollution magique de grande importance). Goethia cherche à faire la même chose et attaque Honami et Itsuki à l'aide de démons. Honami détruit les démons et Adelicia vient les remplacer, toutefois Itsuki et elle se trouvent coincés sous une couche de mer gelé, Adelicia lui révèle que le cœur de la pollution et son père Oswald Len Mathers, ancien chef de Goethia et qui a commis un tabou. Oswald les attaque mais Honami les sauve.                                              |                                       |                        |                            |                       |
| 6 - 3 | Glamsight                             | 妖精眼                 | Guramu Saito               | 12 novembre 2007      |
| Kagezaki déclare à Adelicia que Goethia est soupçonnée d'avoir enfreint un tabou, Itsuki intervient et le convient que ce n'est pas le cas et s'associe à Adelicia pour détruire son père. Lors de l'apparition suivante de la Magi Night, Itsuki utilise le Glamsight pour vaincre Oswald. Il se casse une jambe dans le combat et va à l'hôpital. |                                       |                        |                            |                       |
| 7 - 10 | La Fille aux cheveux rouges           | 赤い髪の少女           | Akai kami no shōjo         | 19 novembre 2007      |
| Itsuki rencontre une fille dans un parc et se montre généreux avec elle. Plus tard elle se rend à Astral et demande qu'on lui rapporte l'œil d'un basilic. Ils vainquent avec difficulté le basilic, puis la fille, Lapis révèle qu'elle est un homoncule créé par alchimie et s'en va. Nrkoyashiki suppose qu'elle est une création de Judaix Tholoide, un ancien membre d'Astral. |                                       |                        |                            |                       |
| 8 - 8 | Magie des thermes                     | 温泉魔法               | Onsen mahō                 | 26 novembre 2007      |
| Les membres d'astral vont à des sources chaudes pour guérir l’œil à Glamsight d'Itsuki, toutefois la magie y est trop faible, ils cherchent donc une source située sur une ligne ley. Ils tombent dans un trou et découvrent que les pouvoirs de la source était réduits par la présence d'un rocher. Ils règlent le problème. Plus tard, Honami et Adelicia se battent dans le bain et détruisent la séparation fille garçon, embarrassant tout un chacun. |                                       |                        |                            |                       |
| 9 - 11 | Le Successeur du père                 | 父を継ぐ者             | Chichi o tsugumono         | 3 décembre 2007       |
| Adelicia attaque le laboratoire de Judaix Tholoide, mais elle est vaincue par celui-ci et Lapis. Au Japon, Kagezaki donne à Itsuki un objet détenu par feu son père, tout en révélant que Judaix Tholoide conteste son droit d'être à la tête d'Astral. L'alchimiste déclare un fehde contre Itsuki, tradition magique où le vainqueur d'un affrontement obtient pleine possession des biens litigieux : ici l'objet ayant appartenu au père d'Itsuki et la direction d’Astral. Lapis attaque mais est repoussé par le glamsight d'Itsuki, plus tard elle attaque les locaux d'Astral. Honami attaque Judaix mais celui-ci révèle qu'il est un automate et la neutralise. |                                       |                        |                            |                       |
| 10 - 12 | Les Pleurs de l'homoncule             | ホムンクルスの涙       | Homunkurusu no namida      | 10 décembre 2007      |
| Lapis neutralise le Glamsight d'Itsuki à l'aide de l’œil du basilic, mais l'arrivée d'Adelicia la force à se retirer. Judaix révèle que l'objet disputé était le grimoire de Iba Tsukasa. Itsuki attaque, Judaix utilise l’œil de basilic pour transformer Lapis en basilic, Itsuki utilise le Glamsight pour re-transformer Lapis. L'alchimiste et elle repartent. Une lettre de Judaix révèle que le grimoire permettra à Itsuki d'en apprendre plus sur son Glamsight. |                                       |                        |                            |                       |
| 11 - 5 | Les fleurs qui poussent sur les morts | 死者に咲く花           | Shisha ni saku hana        | 17 décembre 2007      |
| Diane, présidente de Trismégiste, une société de vente d'objets magiques contacte Astral et leur demande de récupérer une fleur qui pousse dans les corps des êtres humains et qui fleurit à leur mort. Comme cette mission avait été acceptée par son père, Itsuki accepte de la reprendre, mais un nécromancien veut également l'obtenir. |                                       |                        |                            |                       |
| 12 - 13 | Un requiem le réveillon de noël       | 聖夜に捧げるレクイエム | Seiya ni sasageru Rekuiemu | 24 décembre 2007      |
| Diane interrompt les activités des membres d'Astral pour dire à Honami et à Kuroha que Itsuki lui a demandé ce que les filles apprécient comme cadeaux. En même temps, Daphné la servante d'Adelicia révèle à sa maitresse qu'Itsuki lui a posé la même question. Honami et Adelicia partent à sa recherche, se rencontrent puis le trouvent en train d'acheter un cadeau pour le fantôme d'une jeune fille, Kuroha les rejoint et ils vont dans les restes d'une église brulée par un incendie, ils y apaisent des fantômes en leur chantant un chant de Noël. |                                       |                        |                            |                       |
| 13 - 14 | Rite d'initiation à la foi            | 入信儀礼               | Nyūshin girei              | 7 janvier 2008        |
| Dans un flashback, on découvre Honami et Adelicia à l'époque où elles étudiaient dans une école de magie en Angleterre. |                                       |                        |                            |                       |
| 14 - 15 | Mémoire des étoiles                   | 星のキオク             | Hoshi no kioku             | 14 janvier 2008       |
| Les membres d'Astral vont effectuer un rituel sur une montagne, et y découvre des choses sur le passé de Nekoyashiki. |                                       |                        |                            |                       |
| 15 - 9 | La Légende de la sirène               | 人魚の伝説             | Ningyo no densetsu         | 21 janvier 2008       |
| Les membres d'Astral doivent ramener un objet sacré au temple d'où il provient. |                                       |                        |                            |                       |
| 16 - 16 | La Lance rouge                        | 赤い槍                 | Akai yari                  | 28 janvier 2008       |
| Itsuki affronte une créature, puis s'entraine aux arts-martiaux avec Sekiren. |                                       |                        |                            |                       |
| 17 - 17 | Rébellion Démoniaque                  | 魔神の反乱             | Majin no hanran            | 4 février 2008        |
| Un membre de Goethia trahi et tente fusionner avec un démon, il échoue et Astral aide Adelicia sceller celui-ci. |                                       |                        |                            |                       |
| 18 - 18 | Le Lien de Salomon                    | ソロモンの絆           | Soromon no kizuna          | 11 février 2008       |
| Un mage de Goethia est un traître d'Ophion, il fusionne avec un démon. Sekiren l'affronte et il révèle la raison de la trahison d'Oswald Lenn Mathers. |                                       |                        |                            |                       |
| 19 - 19 | La Ville natale du médium             | 巫女の故郷             | Fujo no kokyō              | 18 février 2008       |
| Nekoyashiki et Mikan ont été envoyés en mission dans la maison natale de la famille de Mikan, les Katsuragi. Mais un des chats de Nekoyashiki vient voir paniqué Itsuki et Honami, lorsque ceux-ci appellent le domaine, on leur déclare que mikan ne reviendra pas à Astral. Il s'y rende et apprennent que celle-ci va être sacrifiée. Nekoyashiki tente d'enlever la sœur de Mikan, Kaori, élément nécessaire au rituel, mais celle-ci ils sont retrouvés et le préparatifs continuent. |                                       |                        |                            |                       |
| 20 - 20 | Le Festival de l'oni                  | 鬼の祭り               | Oni no matsuri             | 25 février 2008       |
| Le rituel de purification commence, mais l'Oni dévore les petits Oni et devient trop grand pour que la cérémonie classique puisse fonctionner. Kaori et Mikan unissent leurs forces et parviennent à purifier l'Oni. |                                       |                        |                            |                       |
| 21 - 24 | Vêtement noir et blanc                | 白と黒のドレス         | Shiro to kuro no Doresu    | 3 mars 2008           |
| L'association menace Adelicia de lui retirer son poste si elle ne se marie pas. Elle demande alors à Honami de se marier avec elle, et celle-ci accepte… |                                       |                        |                            |                       |
| 22 - 21 | Cité Endormie                         | 眠れる街               | Nemureru machi             | 10 mars 2008          |
| Fin Cruda, ancien professeur de Honami et actuellement travaillant pour l'association révèle qu'Astral a violé un tabou. Puis il déclare à Honami qu'il y a un moyen de soigner l'œil d'Itsuki en utilisant le dragon qui l'avait contaminé. Pendant ce temps, Nekoyashiki découvre qu'un puissant mage a détruit les barrières endormant le dragon. |                                       |                        |                            |                       |
| 23 - 22 | Changeling                            | 取り替え児             | Chenjiringu                | 17 mars 2008          |
| Fin Cruda révèle que l'affaire du dragon était son plan, qu'il possède un Glam Sight et qu'il est un orphelin, lui et Honami mettent en place un rituel pour guérir l'œil d'Itsuki en sacrifiant le dragon. |                                       |                        |                            |                       |
| 24 - 23 | Astral                                | アストラル             | Asutoraru                  | 24 mars 2008          |
| Le rituel continue, le dragon s'éveille, les membres d'Astral le maitrisent puis tentent d'arrêter Honami et Fin. Itsuki se réveille, Fin lui propose de rejoindre Ophion, puis après avoir essuyé un refus tente de tuer Itsuki, il échoue, puis s'enfuit. |                                       |                        |                            |                       |